# Ванесса (телесериал)
Ванесса (исп. Vanessa) — мексиканская 172-серийная мелодрама 1982 года телекомпании Televisa.

## Сюжет
Ванесса — молодая девушка, которая живёт вместе со своим отцом Хосе де Хесусом и братом Хуаном, оба работают железнодорожными рабочими и имеют небольшой дом. Ванесса, чтобы им помочь, устраивается на работу на текстильную фабрику, владелицей которой был Сайнт Мишель Сесиль, деловая женщина, имеющая двух внуков Пиерре и Лусиано. Пиерре и Лусиано, два двоюродных брата постоянно конфликтуют из-за неприязни друг к другу. Ванесса познакомилась с Пиерре на заводе, но та дружит с Лусиано. Как выяснилось, Лусиано является двоюродным братом Пиерре.

## Создатели телесериала

### В ролях
- Лусия Мендес — Ванесса Рейес
- Кристофер Лаго — Лусиано Сайнт Мишель (ребёнок)
- Эктор Бонилья — Лусиано Сайнт Мишель
- Мигель Кане — Пиерре Сайнт Мишель (ребёнок)
- Рохелио Герра — Пиерре Сайнт Мишель
- Анхелика Арагон — Луиса Сервин
- Нурия Бахес — Хане
- Исабела Корона — Сесиле Сайнт Мишель
- Антонио Брильяс — Хосе де Хесус Рейес
- Аурора Клавель — Роса
- Карлос Камара — Доктор Сервин
- Альма Дельфина — Лолита
- Педро Хуан Фигероа — адвокат Вагнер
- Вирхиния Гутьеррес — Магда
- Фернандо Ларраньяга — доктор Фуэнтес
- Антонио Медельин — Гильермо
- Флор Прокуна — Марта
- Адриана Роэль — Амелия
- Абрахам Ставанс — Николас
- Сильвия Суарес — Армида
- Алехандро Камачо — Хуан Рейес
- Росалия Вальдес — Ирма
- Марикармен Мартинес — Кристина
- Ана Сильвия Гарса — Эльса
- Патрисия Анчира — Ана
- Роксана Сауседо — Флавия
- Мирра Сааведра — Рита
- Мариана Гаха — дочь Ванессы
- Эмилио Гаэте — Маурисио Суберкасуаух
- Альфонсо Итурральде

### Административная группа
- оригинальный текст: Антонио Теихейра, Кармен Лидия
- адаптация и сценарий: Вивиан Песталоцци, Карлос Ромеро
- телевизионная версия: Луис Рейес де ла Маса, Валерия Филлипс
- литературный редактор: Лусия Кармен
- музыкальная тема заставки: Vanessa
- композиторы: Бебу Сильветти и Элиса Веласкес
- вокал: Лусия Мендес
- художник-постановщик: Рохелио Нери
- начальники по месту проживания актёров: Элсие Вега, Хосе Луис Рамирес, Марго Фелипе
- художник по костюмам: Ана Мария Гомес де Сантос
- осветитель на съёмках: Хесус Рая Лара
- редактор: Алехандро Фрутос Маса
- ассистент оператора: Ной Алькантара
- ассистент режиссёра: Эухенио Кобо
- начальник производства: Анхельи Несма Медина
- координатор производства: Эухенио Кобо
- оператор-постановщик: Мануэль Руис Эспарса
- режиссёры-постановщики: Димитрио Саррас, Рауль Арайса
- продюсер: Валентин Пимштейн

## Награды и премии
Телесериал был трижды номинирован на премию TVyNovelas, однако они не увенчались успехом.

## Отзывы о телесериале
По мнению журнала People en español, телесериал Ванесса был назван незабываемым.